# Xetma Vollenweider
Die heutige Xetma Vollenweider GmbH entstand aus der 1850 als Textilmaschinenfabrik Ernst Gessner in Aue (Sachsen) und der 1880 als Samuel Vollenweider AG in der Schweiz gegründeten Textilmaschinenfabrik. Mit der Vereinigung im Jahr 1991 gab sich das Unternehmen den Namen Gematex und wechselte später zu dem heutigen Firmennamen.

## Gessners Fabrik entsteht in Aue und profiliert sich
Heinrich Ernst Geßner, gelernter Tuchmacher, erwarb in der Stadt Aue eine 1826 eröffnete Tuchbleicherei und führte diese ab 1850 unter seinem Namen als Tuchmacherei weiter. Das Fabrikgelände lag direkt im Stadtzentrum an der Zwickauer Mulde, was sowohl bei der Textilerzeugung als auch zum Antrieb von im Ausland erworbenen Herstellungsmaschinen günstig war. Der Firmeninhaber tüftelte ständig an Verbesserungen seiner betriebseigenen Technik und konstruierte bald selbst neue Maschinen.
Sein erster großer Erfolg war die 1853 patentierte Universal-Rauhmaschine, die den Veredlungsprozess von Gewebe (das Rauen) um das Mehrfache beschleunigte. 

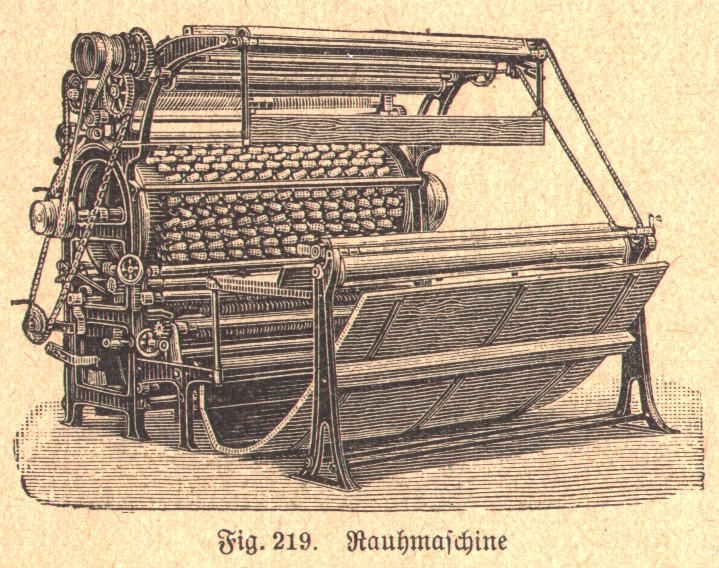
Eine vergleichbare Raumaschine vom Ende des 19. Jahrhunderts

In kurzen Abständen verfeinerte Geßner die Maschine und ließ sie sich jeweils neu patentieren wie 1854 die Tuch-Rauhmaschine. Nun nahm er die Herstellung und den Vertrieb von Maschinen zur Textilbearbeitung in sein Produktionssortiment auf. Besonders erfolgreich konnte er eine weitere verbesserte Variante der Rau(h)maschine, die riemenlose Kugellager-Kratzenrauhmaschine verkaufen. Auf allen großen und kleinen Industrieschaus wie den Weltausstellungen in Paris (1855) und Chicago (1893) oder der Industrie- und Gewerbeausstellung im eigenen Ort 1907 wurden die Geßnerschen Maschinen gezeigt und Lieferverträge abgeschlossen. Im Jahr 1872 erfolgte schließlich die vollständige Umstellung der Produktion auf Maschinenbau, die Tuchherstellung wurde aufgegeben.
Die Fabrik hieß jetzt Textilmaschinenfabrik und Eisengießerei Ernst Geßner. Ab der Mitte des 19. Jahrhunderts erlebte die Industrie in allen deutschen Staaten und im Ausland ein gewaltiges Wachstum, sodass auch Geßner die Produktion und den Absatz von Textilmaschinen steigern konnte. Er richtete in Chemnitz eine Filiale ein und produzierte zeitweilig sogar Eisenbahnwaggons. Immer mehr Menschen arbeiteten in seiner Fabrik in Aue, 1888 wurden bereits über 300 Angestellte gezählt. Die Dokumente des Firmenarchivs belegen einen Export nach Österreich, Italien, Belgien, Dänemark, in die Schweiz und in Länder Südamerikas.

## Vergrößerung der Fabrik und Ausweitung der Angebote im 20. Jahrhundert

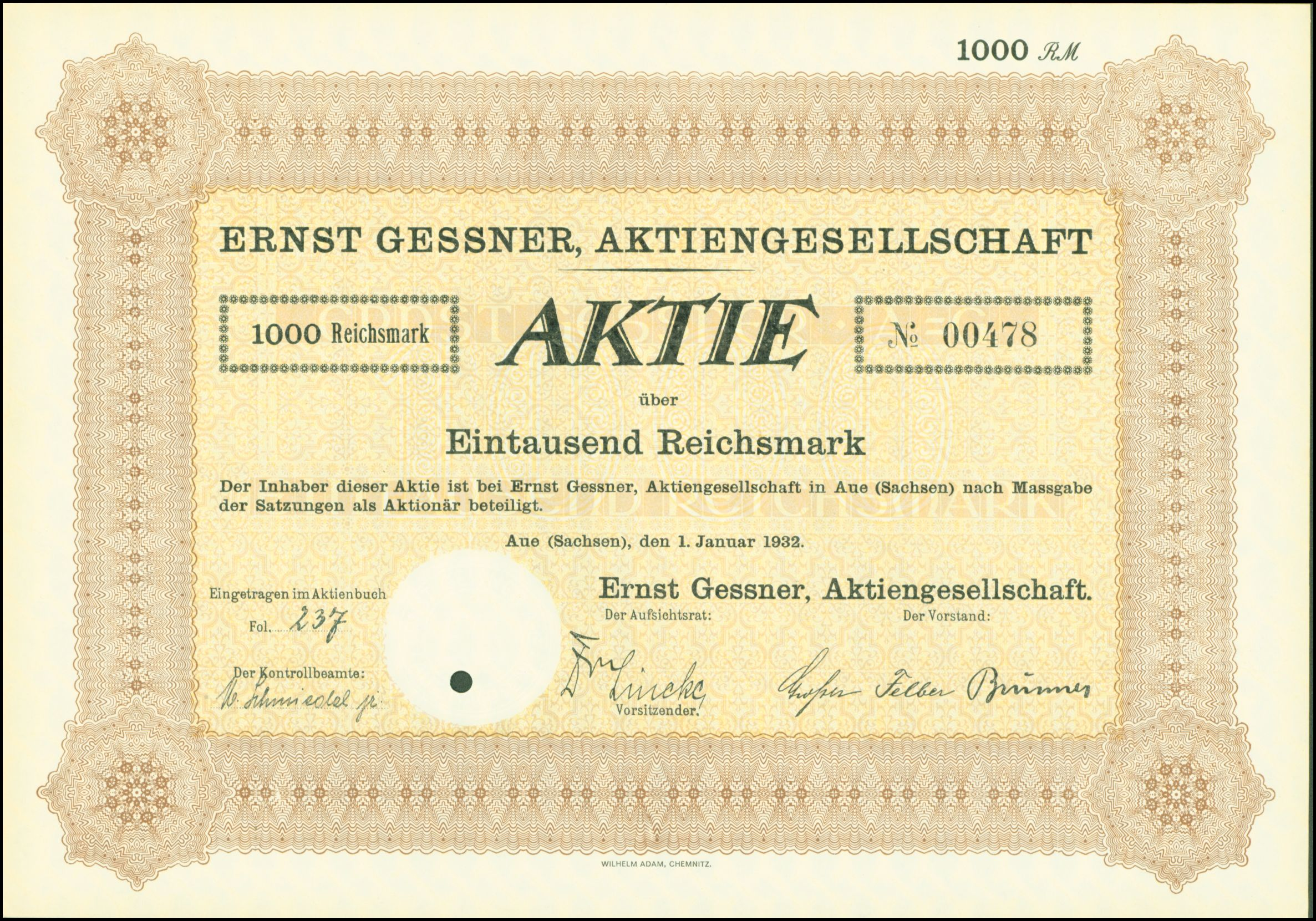
Aktie über 1000 RM der Ernst Gessner AG vom 1. Januar 1932

Nach dem Tod Geßners 1897 führte zunächst sein Sohn Ernst (1851–1920) die Textilmaschinenfabrik erfolgreich weiter und überstand die Jahre des Ersten Weltkriegs. Bald trat Franz Josef Brunner (1885–1945), der Ehemann der Enkeltochter des Firmengründers, das Erbe von Ernst Geßner an. Unter seiner Leitung wurde die Firma 1921 in die Textilmaschinenfabrik Ernst Geßner Aktiengesellschaft (AG) umgewandelt. Besonders bedeutsam war 1918 die Gründung der Interessengemeinschaft und Verkaufsorganisation Unionmatex durch die Firmen C. H. Weisbach aus Chemnitz, A. Monforts und Schlafhorst & Co aus Mönchengladbach, Zittauer Maschinenfabrik AG und Ernst Geßner AG in Chemnitz. Bis 1923 traten weitere drei Textilmaschinenfabriken dieser Vereinigung bei, die nun Unionmatex Gemeinschaft deutscher Textilmaschinenfabriken hieß und ihren Verwaltungssitz in Berlin nahm. Bei strenger Spezialisierung jeder Firma konnte die Unionmatex Komplettlösungen für den gesamten Textilbereich liefern. Gemeinsam überstanden die Fabriken so vor allem die Weltwirtschaftskrise. Bis 1925 hatte die Geßnersche Fabrik mehr als 10.000 Raumaschinen an Kunden in aller Welt ausgeliefert. Entwicklungen von Spinnerei- und Wäschereimaschinen vervollständigten die Produktionspalette und festigten den innovativen Ruf des Unternehmens. In den 1930er Jahren waren mehr als 600 Menschen in der Geßnerschen Firma beschäftigt. Während des Zweiten Weltkriegs musste das Unternehmen nun Ausrüstungen für Militärzwecke herstellen, vermutlich Maschinen für Zelte, Fallschirme und Militärkleidung.

## Auer Textilmaschinenfabrik zwischen 1945 und 1990
Nach dem Volksentscheid in Sachsen am 30. Juni 1946 wurde die Textilmaschinenfabrik Ernst Geßner AG neben weiteren sechs Betrieben unter Zwangsverwaltung und Kontrolle durch die SMAD gestellt. In dieser Zeit erfolgte eine Demontage von Produktionsanlagen, mit etwa 30 Arbeitskräften wurde jedoch produziert. Mit der Bildung Volkseigener Betriebe (VEB) wurde auch die Textilmaschinenfabrik Geßner 1948 volkseigen, es entstand der VEB Textima Aue. Die Ingenieure dieses Werkes setzten die Entwicklung technischer Neuerungen fort. Zum Angebot gehörten bald auch Ausrüstungen für die Wäschereiindustrie wie Großmangeln oder Bügelmaschinen. 40 Jahre war Textima eine bekannte Fabrik und mit verantwortlich für den Beinamen Industriestadt Aue.

## Umfirmierung und Fortführung ab 1990

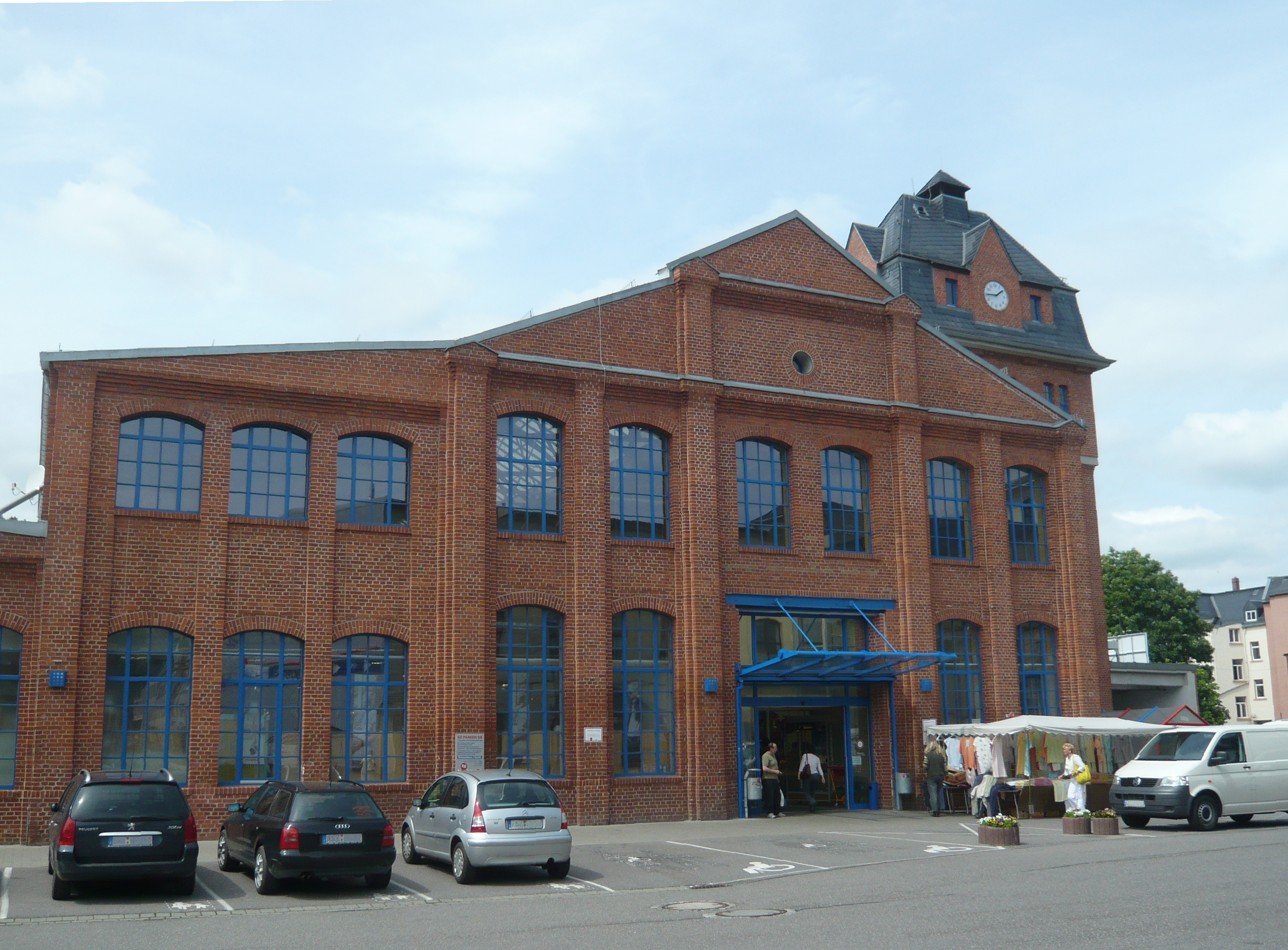
Sanierte ehem. Maschinenhalle der Textilmaschinenfabrik mit Treppenturm (rechts)

Mit der Wende erfolgte eine Reprivatisierung von Textima unter dem neuen Markennamen GEMATEX (abgeleitet von Geßner Maschinen Textilien). Neue Produkte auf den Gebieten Rauen, Schmirgeln und Scheren waren eine Multisystem-Raumaschine (1991), Spezialtambours mit innenliegender Ausputzung (1997) oder ein neuartiges Tambourschmirgelsystem (1998), welche erfolgreich weltweit vertrieben werden.
Im Jahr 2000 erfolgte der Zusammenschluss der Sam. Vollenweider AG (Schweiz) und der Gematex Textilveredlungsmaschinen GmbH (Deutschland) unter dem Namen XETMA VOLLENWEIDER. 2001 erfolgte der Neubau des Produktions- und Verwaltungsgebäudes am Unternehmenshauptsitz in Aue/Deutschland. |
Für das brachliegende Firmengelände und die Maschinenhallen im Stadtzentrum fand sich nach dem Verkauf ein Investor. Dieser ließ die denkmalgeschützte historische Bausubstanz sanieren und im Inneren neu aufteilen. In der Wettinerstraße 4 entstand ein Einkaufskomplex.

## Quelle und Hinweise
- Website der Firma Gematex mit den verschiedenen Etappen der Firmengeschichte Gessner und zahlreichen Abbildungen
- Im Deutschen Museum München sind einige Firmenschriften von Ernst Gessner archiviert.[9]
- Michael Schäfer: Familienunternehmen und Unternehmerfamilien: Zur Sozial- und Wirtschaftsgeschichte der sächsischen Unternehmer. 1850–1940. C. H. Beck Verlag, 2007, ISBN 978-3-406-56211-2.